# Teaterladan
Teaterladan, officiellt Hedemora Gamla Theater, är en teaterbyggnad i Hedemora i Dalarnas län. Den uppfördes på 1820-talet, i tre plan, där två plan användes som magasin och det tredje som teater. Den är en av Sveriges få bevarade laduteatrar och utsågs 1964 till byggnadsminne.

## Historia och användning
Teaterladan är uppförd någon gång mellan 1826 och 1829. Byggnaden är i tre plan, med teatern högst upp och magasinsutymme på de två nedersta planen. Första framträdandet i teatern var en pjäs (titel okänd) framförd av A. P. Bergmans Sällskap 1 februari 1829. Tillsammans med Gamla teatern i Eskilstuna är Hedemora Gamla Theater enda bevarade laduteatern i Sverige, och ingår i det nordiska avsnittet av Europavägen historiska teatrar. I ladan framförs numera pjäser och musik under sommarhalvåret. I ladan finns även ett litet teatermuseum om bland annat August Lindberg. 
Teaterladan hade regelbundna teateruppsättningar mellan 1829 och 1888. 1888–1910 hyrde Frälsningsarmén huset. Därefter stod ladan och förföll, men restaurerades inför stadens 500-årsjubileum och invigdes igen 20 juni 1946.
9 oktober 1964 utsågs teaterladan till enskilt byggnadsminne.

## Bildgalleri

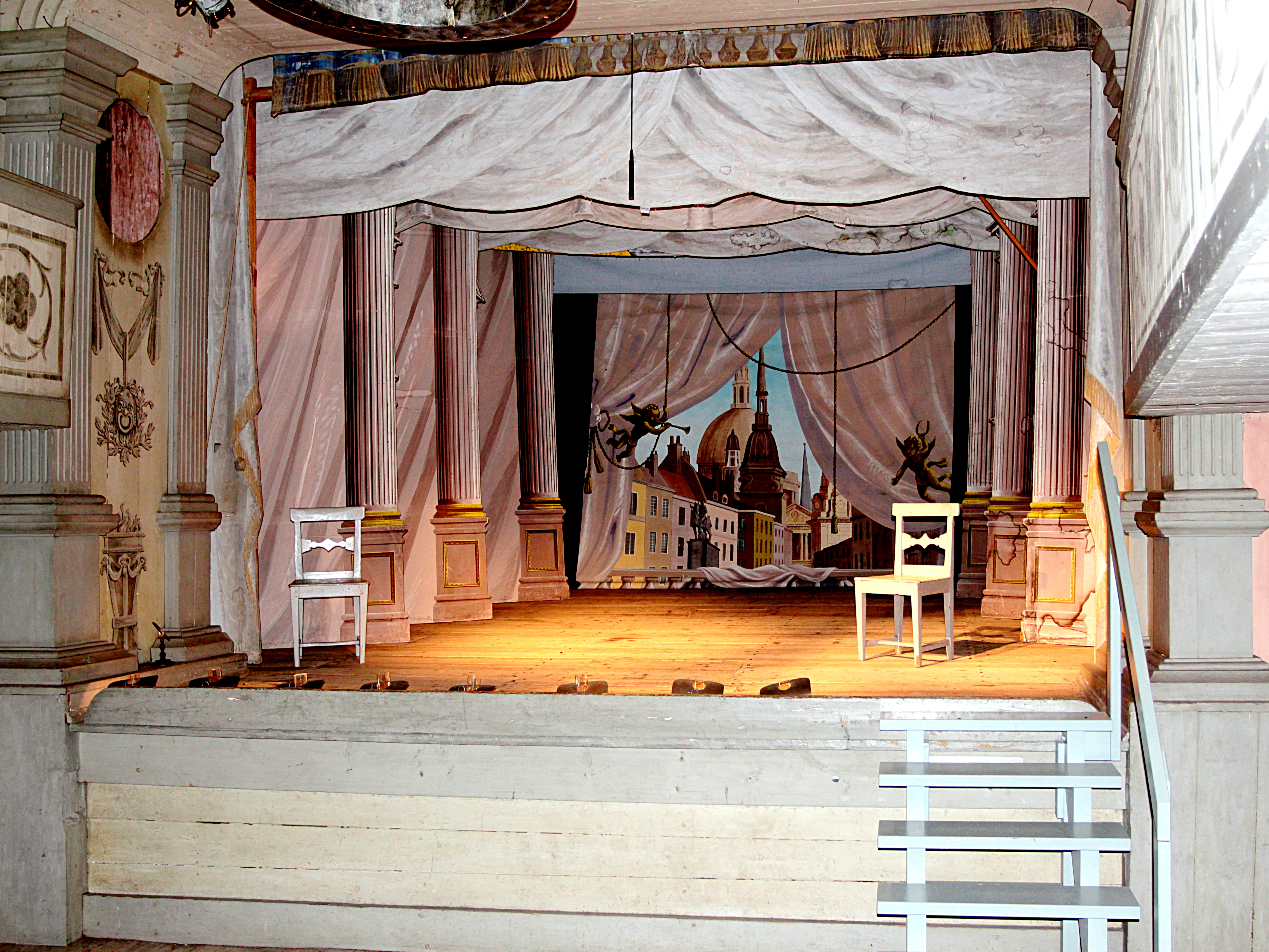
Scenen
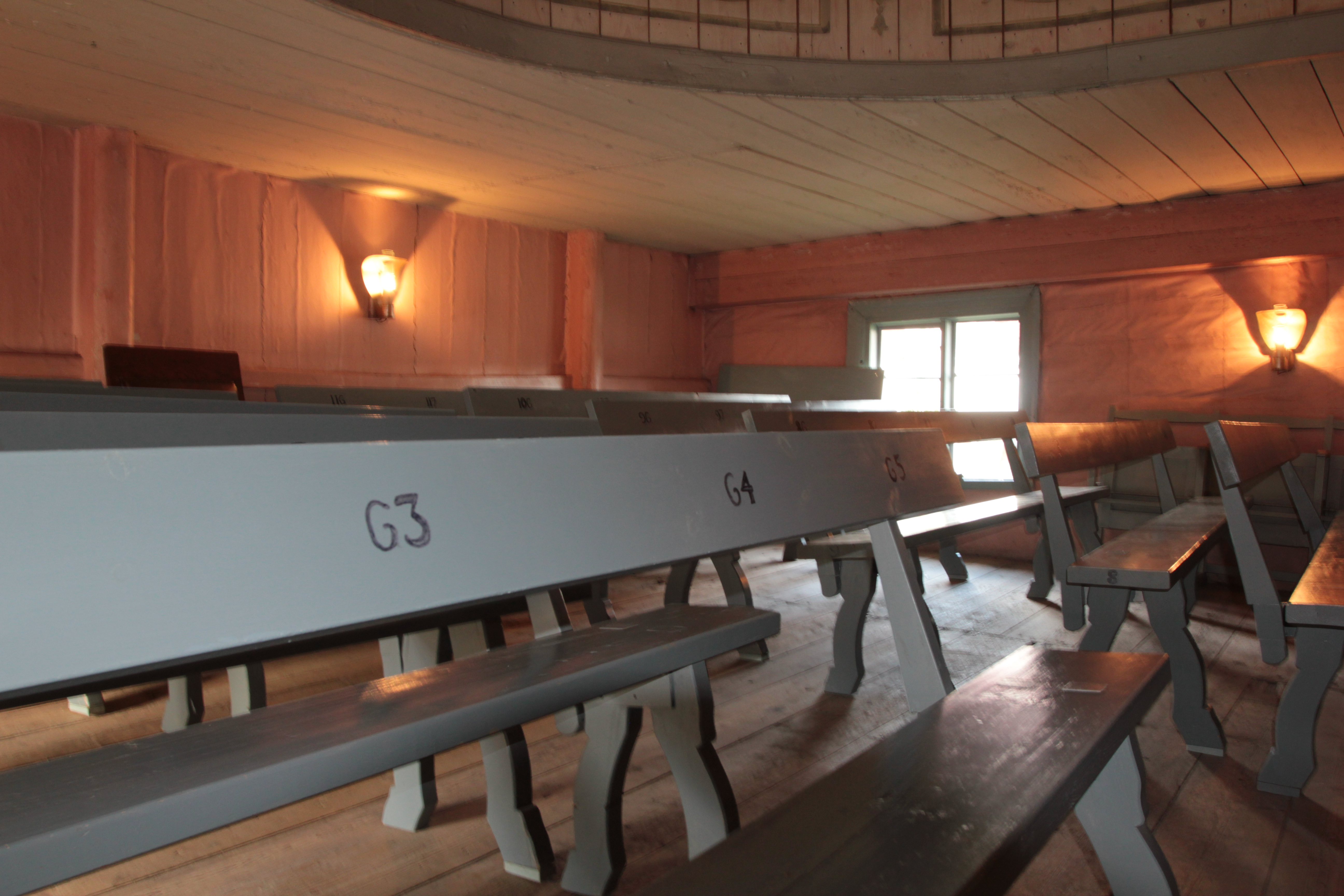
Bänkrader
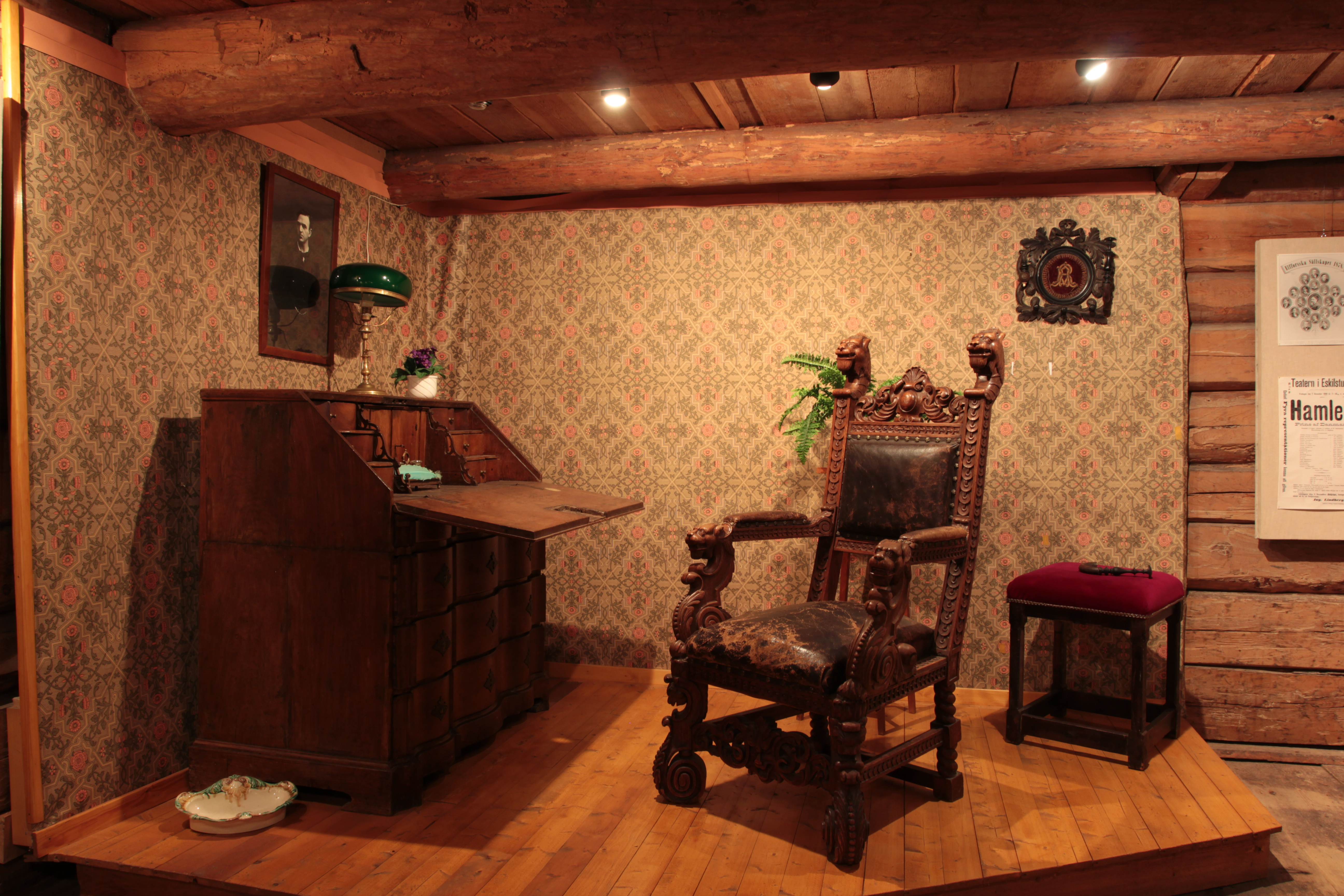
August Lindbergs hörn, del av utställningen om Lindberg
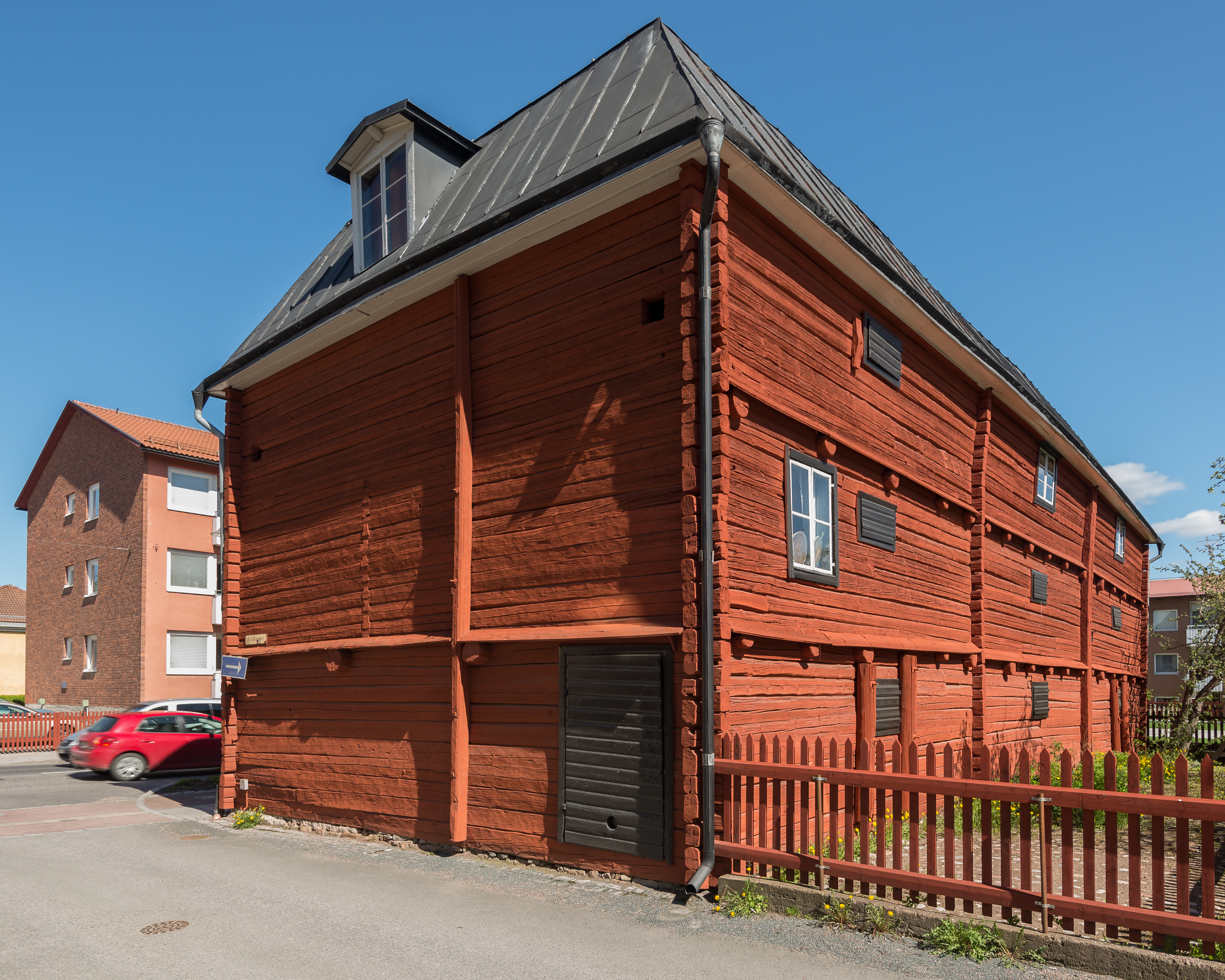
Fasad mot gården.